# أدلر دا سيلفا
أدلر دا سيلفا هو لاعب كرة قدم سويسري في مركز الهجوم، ولد في 28 ديسمبر 1998 في جنيف في سويسرا.

## وصلات خارجية
- أدلر دا سيلفا على موقع قاعدة بيانات كرة القدم.إي يو (الإنجليزية)
- أدلر دا سيلفا على موقع Soccerway.com (الإنجليزية)